# Anquises
   

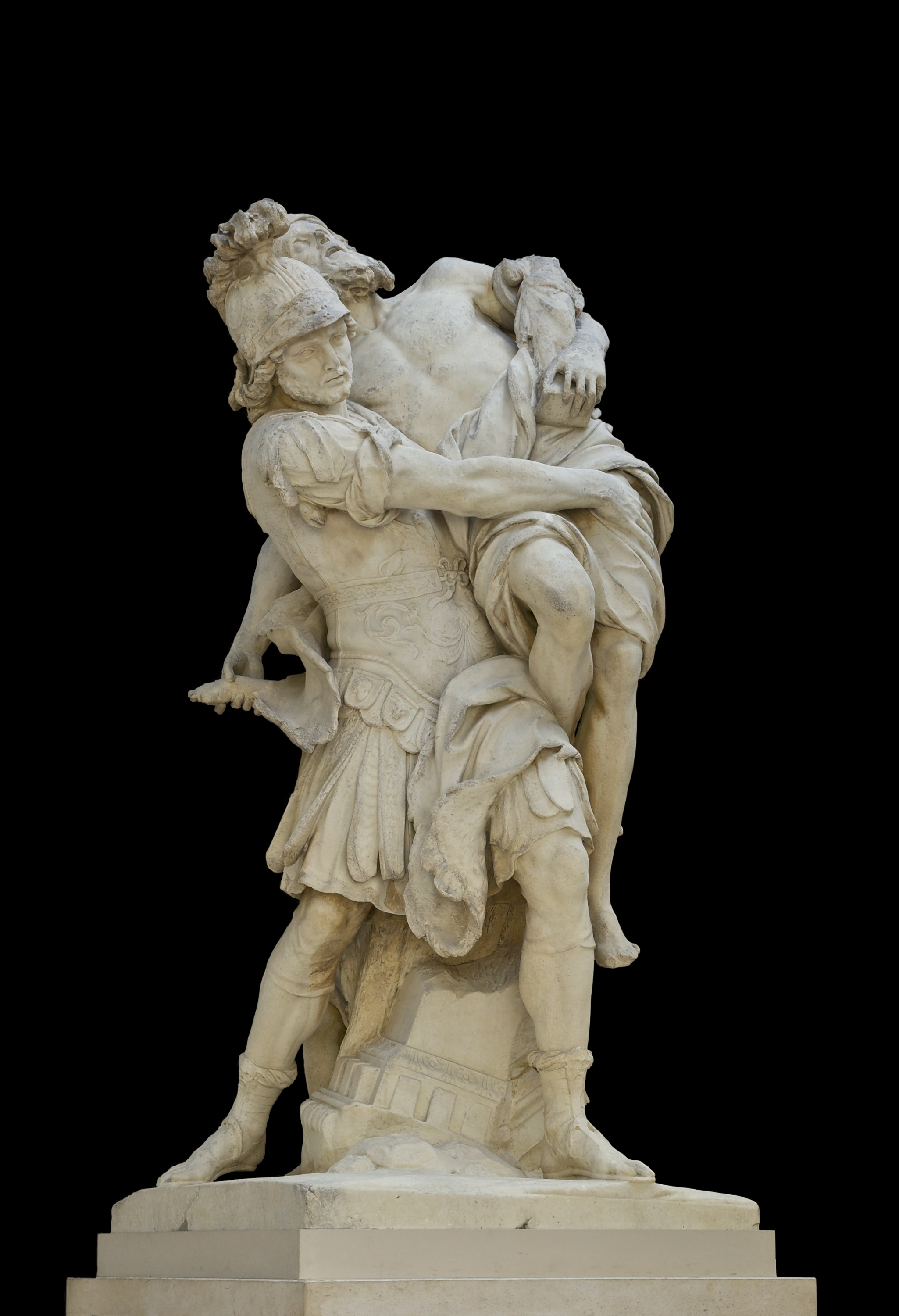
Pierre Lepautre (1659-1744):
Eneas y Anquises (Énée et Anchise, 1697). Grupo escultórico inspirado en una obra en cera de François Girardon. Museo del Louvre (París).

En la mitología griega, Anquises (en griego Ἀγχίσης Ankhisês) fue el padre del héroe Eneas y uno de los amantes mortales de Afrodita. Su papel más importante se encuentra en la Eneida de Virgilio. Sus hijos llevan el patronímico de Anquisíadas.
«A Eneas le parió Citerea de bella corona, en placentero contacto con el héroe Anquises en las cumbres azotadas por el viento del escabroso Ida».

### Familia
Anquises desciende de la casa real troyana. Su padre era Capis, hijo de Asáraco, y su madre fue Temiste, hija de Ilo. El hermano de Anquises era Laocoonte, sacerdote de Apolo. Tuvo al menos dos hijos con Afrodita: Eneas y Liro, de quien solo se sabe que murió sin descendencia. Los escoliastas dicen que más tarde Anquises se desposó con una tal Eriopis, con quien tuvo más hijos innominados. Homero, en cambio, cita a Hipodamía como la mayor de las hijas de Anquises, y que era la esposa de Alcátoo, hijo de Esietes.

### Amorío de Anquises y Afrodita
Los amores de Afrodita y Anquises y el nacimiento de Eneas forman el tema central del Himno a Afrodita. Afrodita se encuentra por primera vez con Anquises en las colinas del monte Ida, donde está apacentando su ganado. Se describe a Anquises con la belleza de un inmortal. Después Afrodita decide ir a Chipre y se baña. Luego regresa a la Tróade disfrazada de mortal y encuentra a Anquises solo en una cabaña. Cuando Anquises ve a Afrodita por primera vez, está convencido de que es una diosa, una gracia o una ninfa. Ella le convence de que es una princesa frigia y que Hermes la llevó allí para casarse con Anquises. Anquises se siente invadido por el deseo y declara que debe tenerla inmediatamente, y ambos hacen el amor.
Después de tener relaciones sexuales, Afrodita duerme profundamente a Anquises y se viste. Después lo despierta y se revela ante él. Cuando Anquises se da cuenta de su identidad, está aterrorizado y lleno de arrepentimiento y dice que nada bueno sale de acostarse con una diosa. Afrodita le consuela diciéndole que le dará un hijo llamado Eneas, que será respetado entre los troyanos y cuya descendencia prosperará. A continuación le detalla cómo su hijo será criado por ninfas hasta que tenga cinco años, momento en el que ella le dará a Eneas. Luego la diosa se marchó, no sin antes advertirle que no revelara que es la madre de su hijo, o de lo contrario el propio Zeus se encargaría de castigarlo.
Higino nos dice que, de todas formas, Anquises, le contó a sus compañeros, inflamado por el vino, que se había acostado con la mismísima Afrodita. Tal y como la diosa le había advertido fue golpeado por un rayo del propio Zeus. O bien Anquises se mató a sí mismo arrepentido. La propia Afrodita le pidió a Hebe si era capaz de rejuvenecer a Anquises, tal y como la diosa había hecho con Yolao. Se cuenta que cuando Anquises comía con sus compañeros se jactó de haber tenido amores con Afrodita. La diosa, habiéndose quejado de ello a Zeus, consiguió que se lanzaran rayos contra Anquises; pero Afrodita, al ver que él podía ser aniquilado por un rayo, se compadeció del joven y desvió el rayo hacia otra parte; Anquises sin embargo alcanzado por el hálito del fuego celeste quedó tullido el resto de su vida.

### Menciones ulteriores
Eneas, Anquises, Ascanio y otros refugiados, huyendo de Troya, viajaron a Antandro, luego a Tracia y finalmente llegaron a Delos, donde se encontraron con Anio y sus hijas, las Viticultoras. Tras la derrota del bando troyano en la guerra de Troya, el anciano Anquises fue sacado de la ciudad en llamas por su hijo Eneas, acompañado por Creúsa (la esposa de Eneas que murió en el intento de huida) y su pequeño hijo Ascanio. El tema está representado en varios cuadros, incluida una famosa versión de Federico Barocci en la Galería Borghese de Roma. El rescate también se menciona en un discurso de la obra de Shakespeare, Julio César, cuando Casio intenta convencer a Bruto de que asesine a César. Eneas finalmente regresó a Erice, en Sicilia, donde se encontraba el palacio de su apreciado amigo Acestes. Allí, en la tumba de Anquises, honró a su padre con ofrendas. Eneas también vio el espectro del fallecido Anquises en el inframundo, en el libro VI de la Eneida y volvió a ver a su padre en los Campos Elíseos.

## Otros personajes homónimos
La Ilíada menciona a otro Anquises, un rico nativo de Sición padre de Equepolo.